# Rudhrawar
Rudhrawar fou un antic districte rural de la província persa del Jibal. Era una plana fèrtil al peu del Kuh-i Alwand, i s'hi comptaven fins a 93 pobles que produïen un excel·lent safrà. La capçalera era Karadj-i Rudhrawar, que sembla que era un lloc diferent a al-Karadj, que fou capital dels dulàfides i al segle X ja estava en ruïnes. En canvi, Karadj-i Rudhrawar subsistí com a centre comercial fins al temps dels mongols al segle xiii; en aquest temps ja només hi havia uns 70 pobles. Després fou abandonada i probablement les seves ruïnes són les del lloc avui esmentat com a Rujlawar (o Rujlavar).